# Idaea straminaria
Idaea straminaria är en fjärilsart som beskrevs av Herrich-Schäffer 1839. Idaea straminaria ingår i släktet Idaea och familjen mätare. Inga underarter finns listade i Catalogue of Life.